# Free Like the Wind
Free Like the Wind è un brano musicale pop inciso nel 2003 da Alexander Klaws, inserito nella colonna sonora del film TV Held der Gladiatoren (di cui è il tema principale) e pubblicato come singolo che anticipò l'uscita del secondo album del cantante tedesco Here I Am (pubblicato l'anno seguente). Autore del brano è Dieter Bohlen.
Il singolo, pubblicato su etichetta Hansa Records/Sony BMG e prodotto da Dieter Bohlen, raggiunse il primo posto delle classifiche in Germania e il secondo in Austria e Svizzera.

## Tracce
CD maxi
1. Free Like the Wind (Radio Version) – 3:47
2. Free Like the Wind (Orchestral Version) – 3:46
3. Free Like the Wind (Instrumental Version) – 3:45
4. Like a Hero – 3:47

Durata totale: 15:05

## Video musicale
Il video musicale mostra Alexander Klaws all'interno di un antico tempio greco, mentre un'aquila vola sopra la sua testa; contemporaneamente scorrono le immagini del film TV Held der Gladiatoren.

## Classifiche
| Classifica | Posizione massima | Nr. di settimane |
| ---------- | ----------------- | ---------------- |
| Austria    | 2                 | 23               |
| Germania   | 1                 | 19               |
| Svizzera   | 2                 | 19               |